# Andrena fabalis
Andrena fabalis là một loài Hymenoptera trong họ Andrenidae. Loài này được Warncke mô tả khoa học năm 1966.